# Glyphuroplata
Glyphuroplata is een geslacht van kevers uit de familie bladkevers (Chrysomelidae).
De wetenschappelijke naam van het geslacht werd in 1937 gepubliceerd door Uhmann.

## Soorten
- Glyphuroplata anisostenoides (Riley, 1985)
- Glyphuroplata nigella (Weise, 1907)
- Glyphuroplata pluto (Newman, 1841)
- Glyphuroplata uniformis (Smith, 1885)